# Kumjony
Kumjony (russisch Кумёны) ist eine Siedlung städtischen Typs in der Oblast Kirow in Russland mit 4827 Einwohnern (Stand 14. Oktober 2010).

## Geographie
Der Ort liegt knapp 60 km Luftlinie südsüdöstlich des Oblastverwaltungszentrums Kirow. Er befindet sich am rechten Ufer des namensgebenden Flusses Bolschaja Kumjona (Große Kumjona), der über die Bystriza der Wjatka zufließt.
Kumjony ist Verwaltungszentrum des Rajons Kumjonski sowie Sitz der Stadtgemeinde Kumjonskoje gorodskoje posselenije, zu der außerdem die Dörfer Babkinzy (3 km nördlich), Korepowschtschina (4 km südlich), Morjany (6 km südlich) und Spasskaja (2 km südlich) gehören.

## Geschichte
Als Gründungsjahr des Ortes gilt 1678, als dort eine erste Holzkirche errichtet wurde. Ab dem 18. Jahrhundert gehörte es zum Ujesd Wjatka des Gouvernements Wjatka.
Am 23. Januar 1935 wurde Kumjony Verwaltungssitz eines neu geschaffenen, nach ihm benannten Rajons. 1965 erhielt der Ort den Status einer Siedlung städtischen Typs.

### Bevölkerungsentwicklung
| Jahr | Einwohner |
| ---- | --------- |
| 1939 | 681       |
| 1959 | 1603      |
| 1970 | 3730      |
| 1979 | 5394      |
| 1989 | 5588      |
| 2002 | 5249      |
| 2010 | 4827      |

Anmerkung: Volkszählungsdaten

## Verkehr
Am östlichen Rand der Siedlung verläuft die Regionalstraße 33R-002, die unweit des Oblastzentrums Kirow beginnt und weiter über die weiter südlich gelegenen Rajonzentren Suna, Nolinsk, Urschum und Malmysch nach Wjatskije Poljany führt.
Die nächstgelegene Bahnstation ist das knapp 50 km in nördlicher Richtung entfernte Posdino an der Transsibirischen Eisenbahn im südlichen Teil von Kirow, der bis 1989 als Stadt Nowowjatsk selbständig war.